# Albert Björkeson
Gustaf Albert Gillis Björkeson, född 23 maj 1892 i Ryssby i Småland, död 3 april 1985 i Hässelby, var en svensk fysiker, skolman och den förste chefen för Försvarets forskningsanstalt. 
Björkeson studerade vid Uppsala universitet där han som doktorand från 1917 var amanuens vid institutionen för fysik, och 1922 disputerade han på avhandlingen Experimentella undersökningar över ljudets reflexion. För disputationen blev han också docent. Han var parallellt med detta (1923-1925) gästforskare vid California Institute of Technology där han bland annat samarbetade med den blivande nobelpristagaren Linus Pauling. Tillsammans publicerade Björkeson och Pauling artikeln "A New Crystal for Wave-Length Measurements of Soft X-Rays" (1925).
Åter i Sverige var Björkeson 1928-1939 lektor i fysik och matematik vid Göteborgs realläroverk och parallellt även tillförordnad professor vid Chalmers 1930-1932, där han periodvis skulle fortsätta föreläsa tills han blev 75 år. 1939-1941 var han verksam vid Farmaceutiska institutet. Efter en kortare tjänstgöring i Bromma blev Björkeson 1941 rektor för Södra Latins gymnasium i Stockholm, en post han skulle upprätthålla i två omgångar: 1941-1945 och 1952-1957. Under hans rektorstid inrättades bland annat skolans första förtroenderåd, föräldraförening och ett sommarhem på Värmdö för eleverna.
År 1945 utnämndes Björkeson till den förste överdirektören och chefen för det nyinrättade Försvarets forskningsanstalt (FOA), men återvände efter att hans förordnandeperiod gått ut 1952 till skolvärlden och Södra Latin, och efterträddes som FOA-chef av Hugo Larsson.
Björkeson hade också olika sakkunniguppdrag, däribland inom 1936 års lärarutbildningssakkunniga och som ledamot i atomkommittén och nationalkommittén för fysik (1946). 1947 invaldes han i Krigsvetenskapsakademien.

### Nätkällor
1. ↑  Sveriges dödbok 1901-2013, (Version 6.0) Sveriges släktforskarförbund (2014) ISBN 9187676648
2. ↑  Libris 1485012
3. ↑  Linus Paulings middagstal vid Nobelfesten 1954 på Nobelprize.org
4. ↑  Paulings och Björkesons artikel på nätet
5. ↑  Framsyn Nr.4 2003 ( PDF) (lista i intervju med FOI:s GD Madelene Sandström)